# Ostflucht
Ostflucht es un término en alemán traducible como "fuga del Este" que fuera utilizado por el gobierno del Imperio Alemán al fundar la "Comisión Real Prusiana de Colonización" para describir la migración de alemanes desde las regiones más orientales y menos prósperas del Reino de Prusia hacia zonas más desarrolladas de Alemania o hacia el extranjero.
La migración de población rural en Alemania hacía América del Norte o hacia los centros urbanos del país había sido un fenómeno bastante visible a mediados del siglo XIX, afectando desde 1850 a las regiones rurales menos desarrolladas. Tras la unificación alemana en 1870, esta migración continuó, dirigida preferentemente hacia los Estados Unidos o hacia la desarrollada y rica Cuenca del Ruhr que se había convertido en un centro de la industrialización alemana.
Esta situación causó preocupación de las autoridades imperiales germanas pues la migración desde las zonas orientales afectaba principalmente a las zonas agrarias menos desarrolladas del Imperio Alemán: Posen, Pomerania, Silesia, Prusia Oriental, y Prusia Occidental, siendo que el vacío poblacional dejado por los migrantes alemanes era llenado por población de origen polaco que había sido incorporada a Prusia después de las Particiones de Polonia. El hecho que colonos polacos comprasen las casas y granjas de los emigrantes alemanes generó rechazo en los ámbitos más nacionalistas del gobierno imperial de Berlín, preocupado por la "desgermanización" de las tierras prusianas y el crecimiento demográfico de la población polaca en esas zonas al cual denominaron Polengefahr o "peligro polaco".
Estados Unidos dejó de ser un destino atractivo para la inmigración alemana desde 1893, cuando el gobierno estadounidense puso fin a la concesión gratuita de tierras a inmigrantes europeos, pero pronto la Cuenca del Ruhr con su explosivo crecimiento económico tomó su lugar como destino atractivo. Esto impactó fuertemente en la mano de obra disponible en las regiones orientales de Prusia, pues hasta 1907 habían emigrado de allí cerca de 2 300 000 personas, siendo 1 700 000 de ellas alemanes y sólo 600 000 polacos.
Para frenar el Ostflucht, en 1886 se instituyó una "Comisión Real Prusiana de Colonización" que introdujo diversas leyes como las siguientes:
- Limitar la venta de fincas para admitir sólo a compradores alemanes.
- Estímulos para la migración de campesinos alemanes a las provincias del Este
- Fundación de una comisión de reembolso" para comprar tierras a polacos y venderlas a alemanes.
- Impedimentos para que un comprador polaco construyese nuevas casas en las tierras que ya hubiese adquirido.

La "fuga del este" fue un fenómenos social estudiado por economistas como Max Weber debido a sus implicancias económicas sobre Prusia. Las medidas gubernamentales para detener la migración de alemanes medidas fracasaron mayormente pues ésta prosiguió hasta la Primera Guerra Mundial, mientras que muy pocos alemanes aceptaron migrar hacia las regiones orientales. Los impedimentos de vender propiedades a polacos no impidieron que éstos ocupasen el rol de mano de obra en reemplazo de los alemanes, fortaleciendo y aumentando su presencia demográfica en el este de Prusia en detrimento de la población germana.